# Hammerdals kommunala realskola
Hammerdals kommunala realskola var en realskola i Hammerdal verksam från 1951 till 1967.

## Historia
Skolan inrättades 1951 som en kommunal mellanskola, vilken 1 juli 1952 ombildades till Hammerdals kommunala realskola.
Realexamen gavs från 1955 till 1967.